# Beuerbacher See
Der Beuerbacher See (auch Beuerbacher Erholungssee oder Schornbach-Stauweiher) im Ortsteil Beuerbach in Hünstetten ist ein Teich in Hessen. Seine Wasserfläche beläuft sich auf etwa 1,8 Hektar. Der See liegt in einem Tal zwischen den Ortsteilen Wallrabenstein, Beuerbach und Bechtheim im Taunus. Zuflüsse des Sees sind der Schornbach und der Klingelbach. Der Abfluss erfolgt über den Schornbach.

## Rechtlicher Status
Für das Gelände gibt es ordnungsrechtliche Vorgaben der Gemeinde Hünstetten zur Nutzung des Erholungssees und zum Schutz des Feuchtbiotops. 2016 wurde die wasserrechtliche Genehmigung durch die untere Naturschutzbehörde für die nächsten 15 Jahre erteilt und die Satzung der Gemeinde Hünstetten zur Nutzung des Beuerbacher Erholungssees bezüglich der fischereirechtlichen Nutzung geändert.

## Natur
Der See und sein Umfeld weisen eine vielfältige Flora und Fauna auf, die aufgrund von Beobachtungen vor Ort dokumentiert wird.
Vögel: Im Frühjahr Wiedereintreffen der Nilgans, umherstreifend der Mäusebussard und der Graureiher, dann der Buchfink und die Bachstelze, ganzjährig vertreten sind Stockente, Kohlmeise, Amsel, Ringeltaube und Sumpfmeise. Im Januar Einzelbeobachtung eines Eisvogels.
Amphibien: Im Frühjahr die Erdkröte und der Springfrosch.

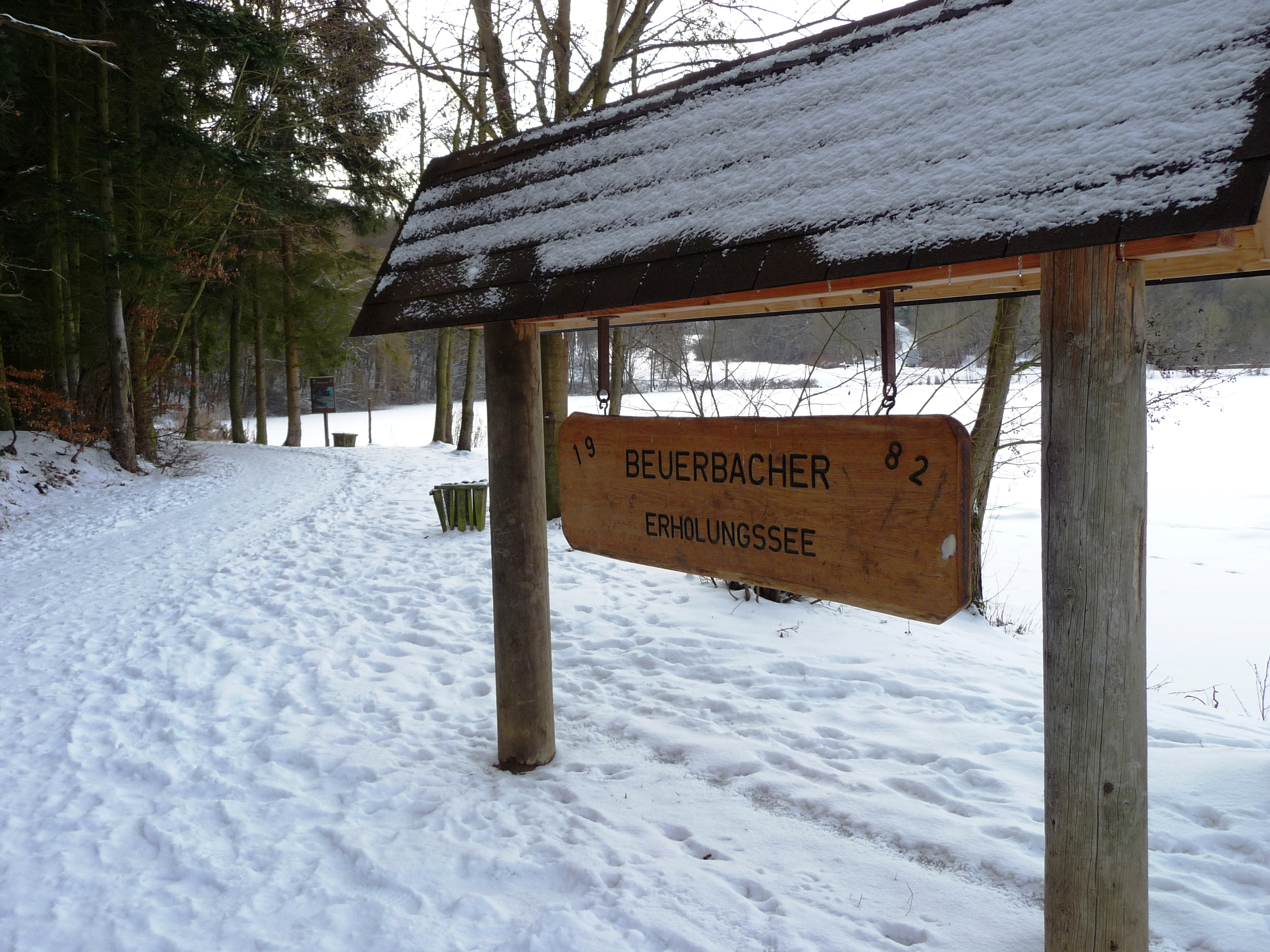
Namenstafel-Beuerbacher See
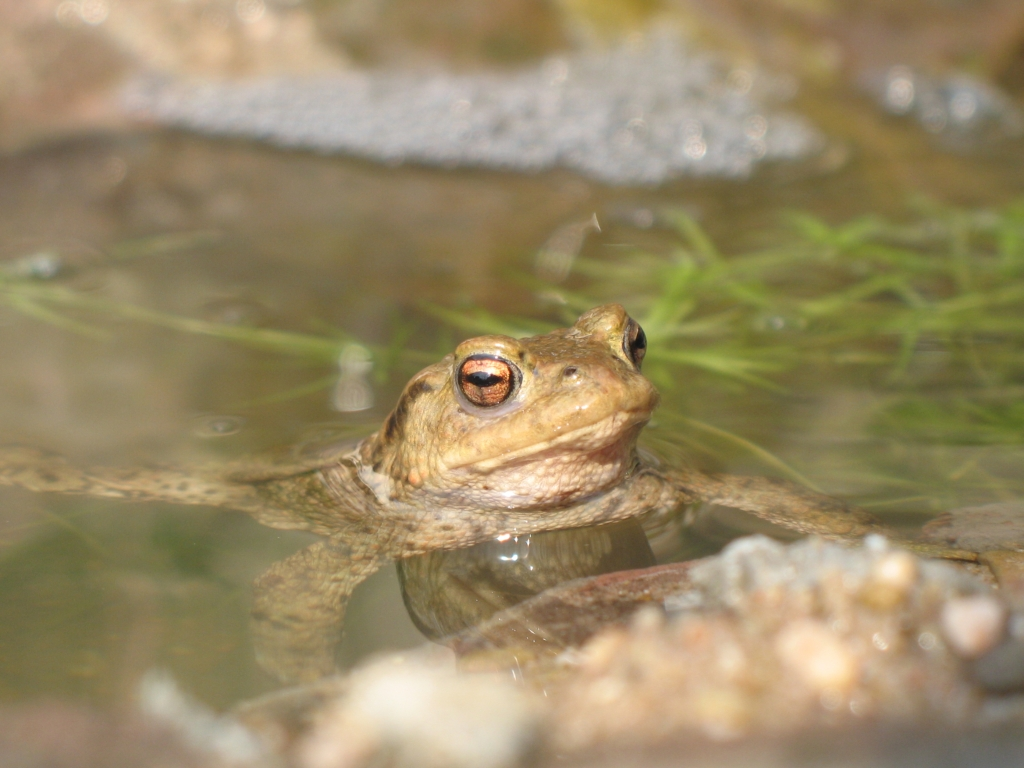
Erdkröte
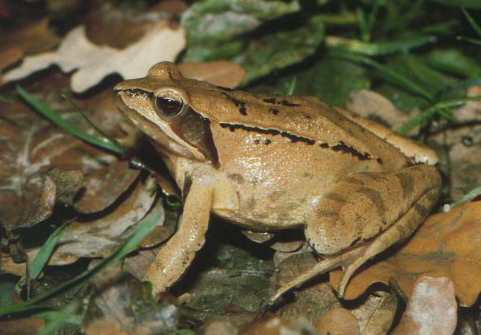
Springfrosch

Fische: Graskarpfen, daneben Barsche, Karpfen, Forellen, Hechte, Zander und Aale.
Schmetterlinge: Im Frühjahr Kleiner Fuchs, dann Tagpfauenauge, im Spätherbst Hopfenmotte.
Hautflügler: Im Frühjahr die Dunkle Erdhummel, dann die Ackerhummel und Mauerbiene, dann die Wiesenhummel.
Schnabelkerfe: der Wasserläufer und die Zweizähnige Dornwanze.
Libellen: Große Pechlibelle, dann Große Königslibelle.
Zweiflügler: Kaiser-Goldfliege und Buchenblatt-Gallmücke.
Spinnen: Schilfradspinne und Gemeine Streckerspinne.
Krebstiere: Mauerassel, dann Amerikanischer Flusskrebs.
Schnecken: Weinbergschnecke, dann Hain-Bänderschnecke und Große Egelschnecke, gefolgt von gemeiner Bernsteinschnecke und Wegschnecke.
Bäume und Büsche: im Winterausgang Blüte der Gemeinen Hasel, im Frühjahr Kornelkirsche, Roter Hartriegel, anschließend die Salweide, dann die Schlehe, Faulbaum und die Vogelkirsche, anschließend das Spitzahorn, dann Buche, Feldahorn, Schwarzerle, Silberweide, Gewöhnliche Traubenkirsche, Hainbuche und Stieleiche sowie Gemeine Esche, Eberesche, Gewöhnlicher Schneeball, Pfaffenhütchen und Eingriffeliger Weißdorn, und Wald-Geißblatt; zum Ende der Vegetationszeit nochmals Hasel.

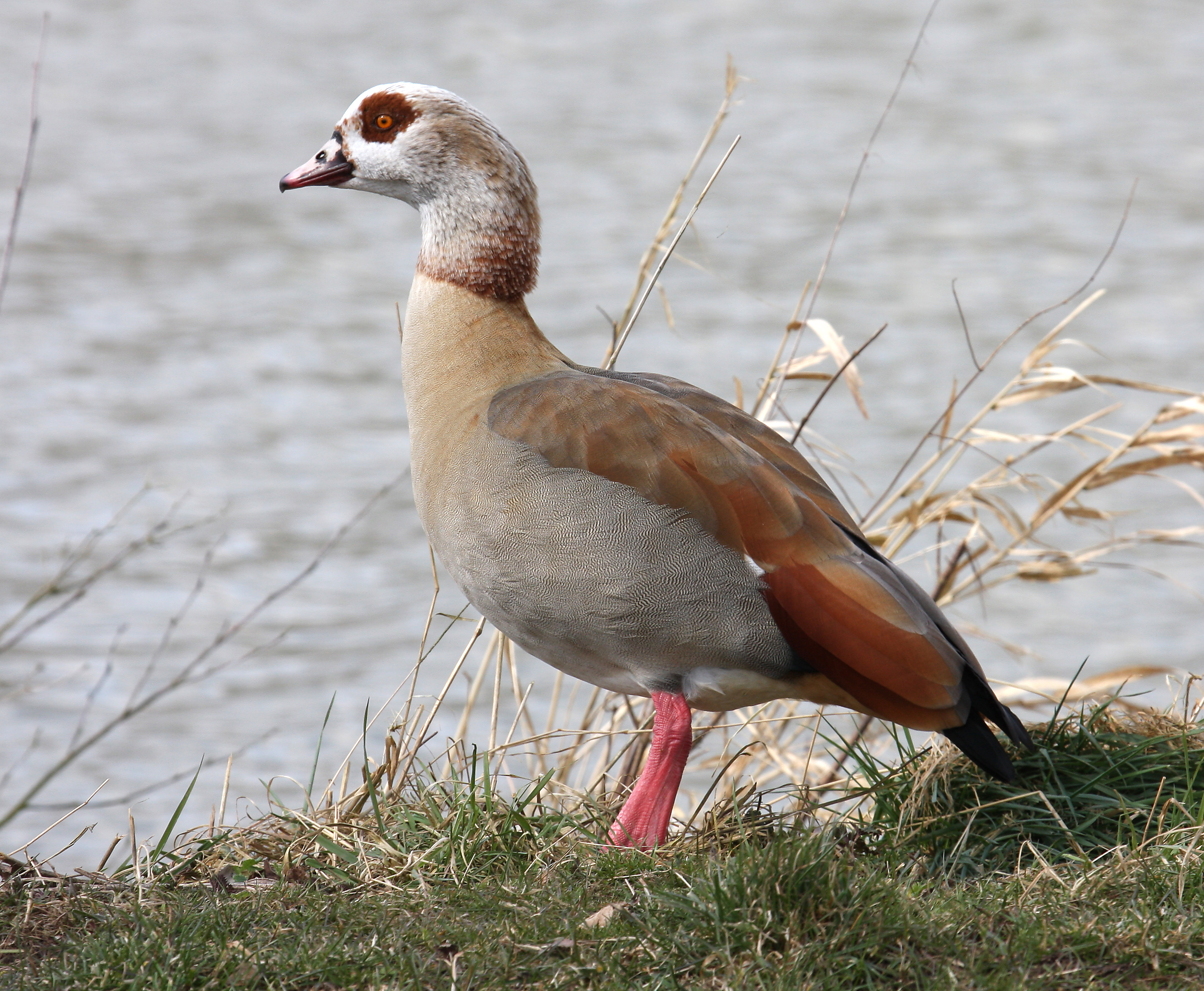
Nilgans
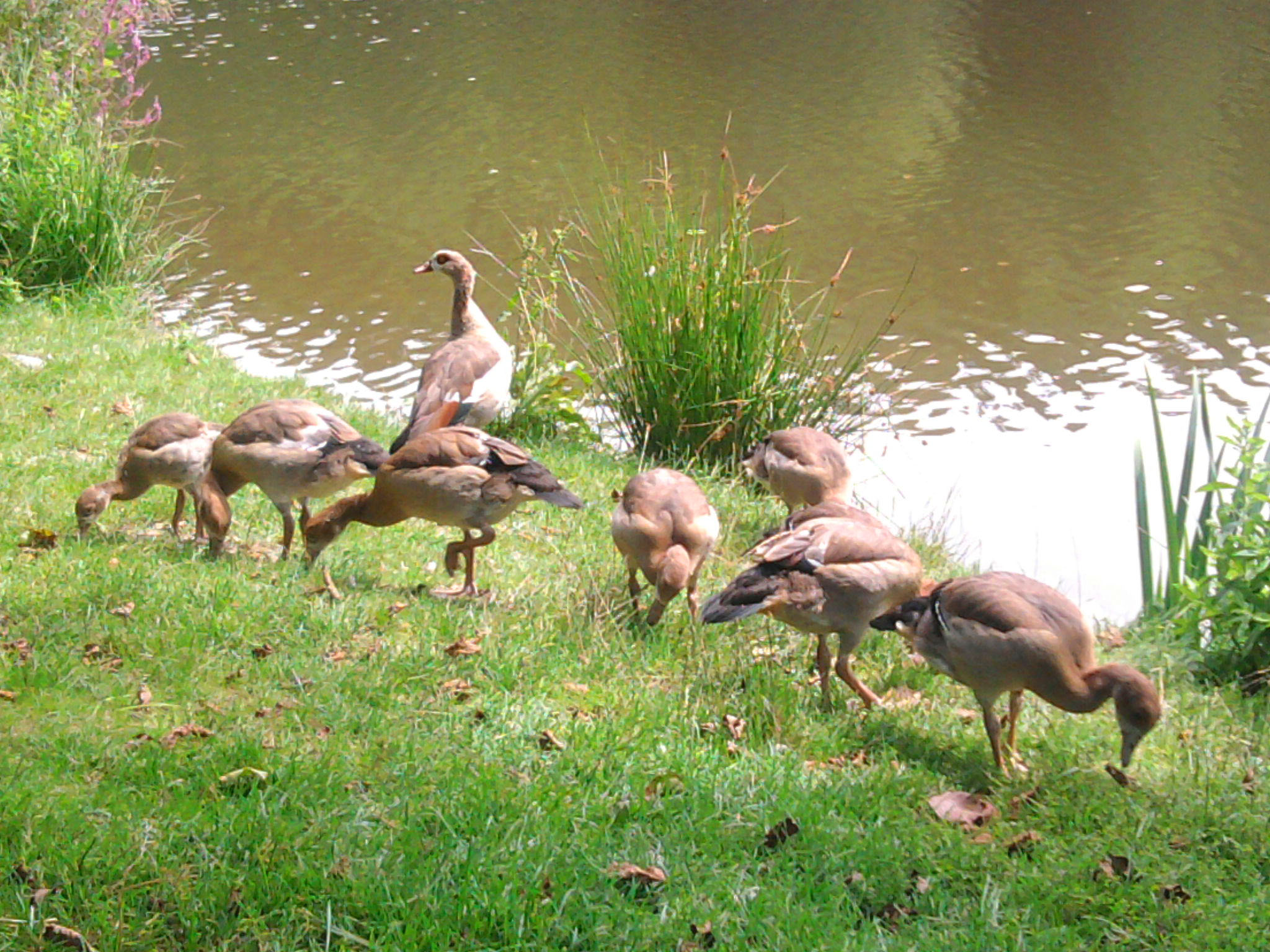
Nilgans-Familie
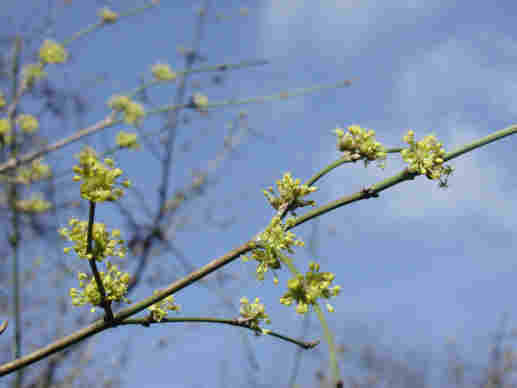
Frühe Blüten der Kornelkirsche
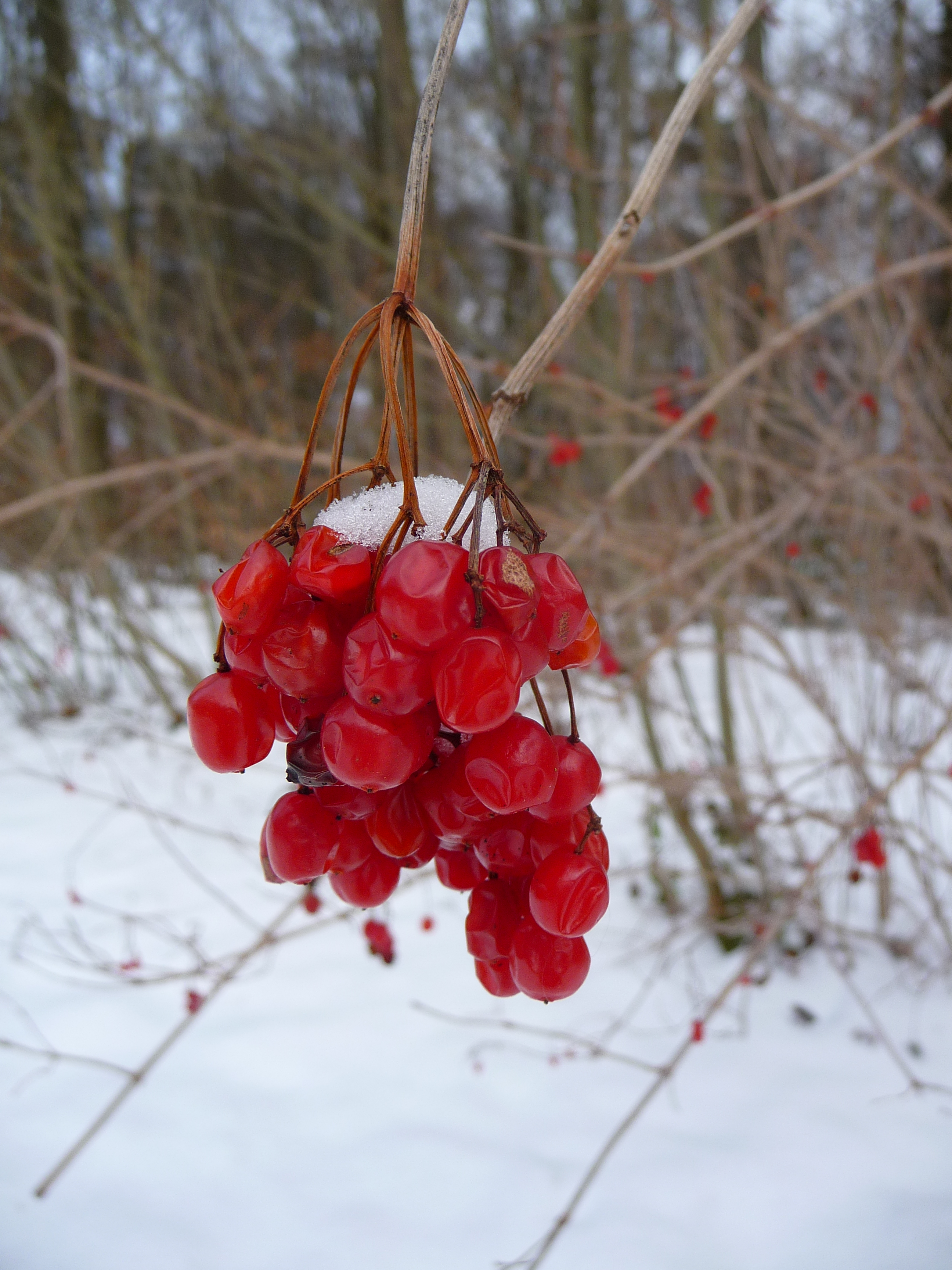
Gewöhnlicher Schneeball: Überwinternde Früchte

Kräuter und Stauden: Als Frühblüher das Scharbockskraut, anschließend das Buschwindröschen, der Gundermann, das Hunds-Veilchen und das Gänseblümchen, dann Kuhblume und Träubelhyazinthe, schließlich Huflattich und Vogelmiere. Es folgen im Frühjahr Purpurrote Taubnessel, Sumpfdotterblume, Wiesen-Schaumkraut, Weiße Taubnessel, Knoblauchsrauke und Roter Holunder, anschließend Scharfer Hahnenfuß, Hirtentäschelkraut, Sauerampfer, Gänsekresse, Goldnessel, Ruprechtskraut, Große Sternmiere, dann Kriechender Günsel, Hain-Veilchen und Bitteres Schaumkraut sowie Zypressen-Wolfsmilch, Wiesen-Kerbel, Spitzwegerich, Vergissmeinnicht und Wiesenklee, gefolgt von Wasser-Schwertlilie, Futterwicke, Pyrenäen-Storchschnabel, Wiesen-Pippau, Wald-Habichtskraut, Margerite, Zaun-Wicke und Wiesen-Bärenklau, Wiesen-Labkraut, Kuckucks-Lichtnelke im Frühsommer anschließend Brennnessel, Französische Rose, Feld-Rose, Berg-Kronwicke, Weißklee, Klebkraut, Echter Ehrenpreis, Echte Nelkenwurz, gefolgt von Baldrian, Schweden-Klee, Schafgarbe, Wiesen-Platterbse, Kleiner Klee, Rapunzel-Glockenblume, Wiesen-Labkraut, Weiße Lichtnelke, Weißer Steinklee und Gewöhnlicher Steinklee. Im Hochsommer sind Sumpf-Ziest, Drüsiges Springkraut, Eselsdistel, Wiesen-Bärenklau, Breitwegerich, Zottiges Weidenröschen, Jakobs-Greiskraut, Gewöhnlicher Beifuß, Perücken-Flockenblume, Echtes Mädesüß, Vogelmiere, Johanniskraut, Gemeiner Wolfstrapp, Acker-Minze und die geschützte Seerose vertreten, gefolgt von Dost, Gras-Sternmiere, Zaunwinde, Echtem Leinkraut, Gartenkresse und Blutweiderich. Im Frühherbst folgen Sumpf-Helmkraut und Rundblättrige Glockenblume, zum Ende der Vegetationszeit nochmals die Weiße Taubnessel.

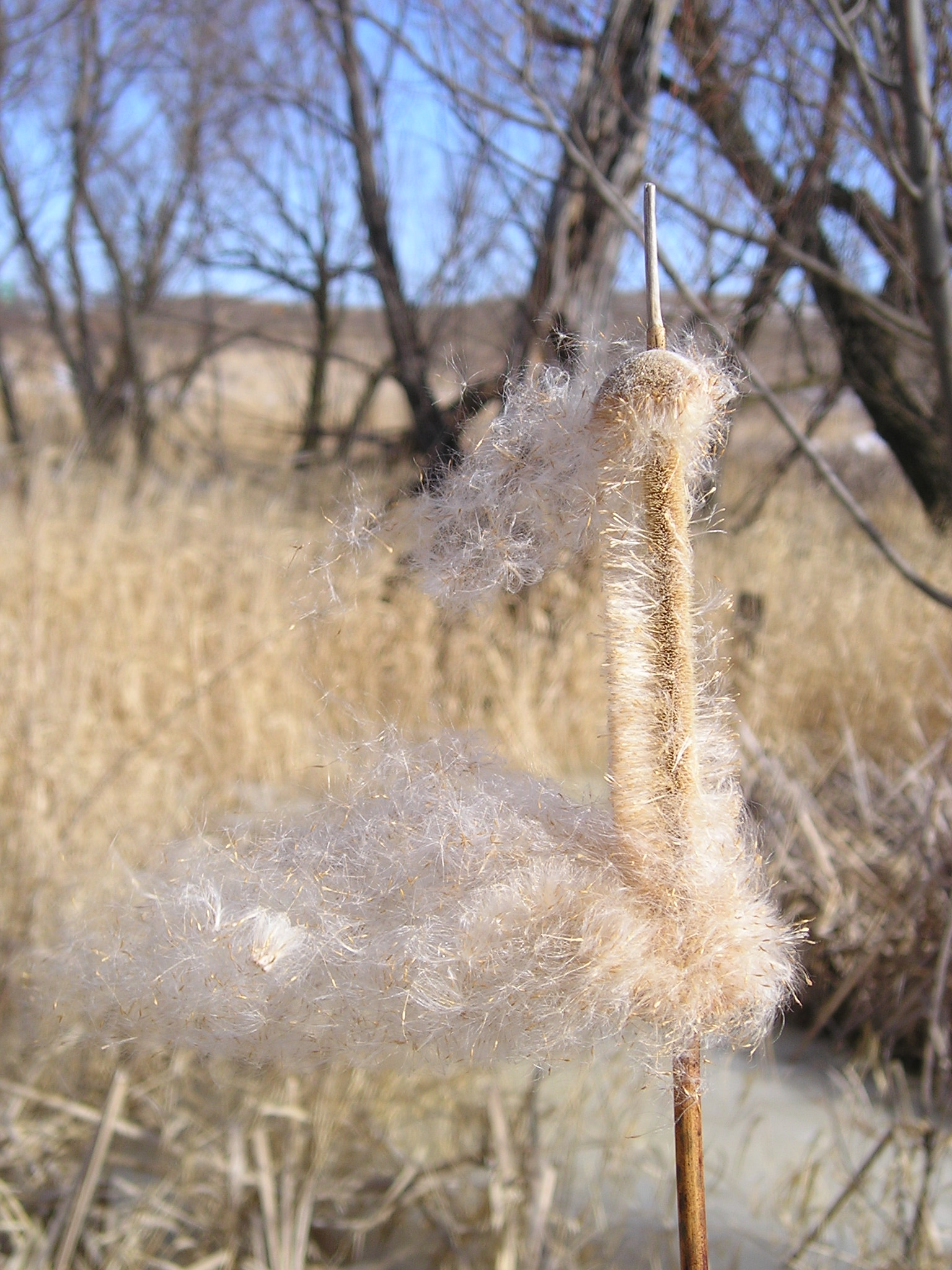
Flugfrüchte des Rohrkolbens 2014
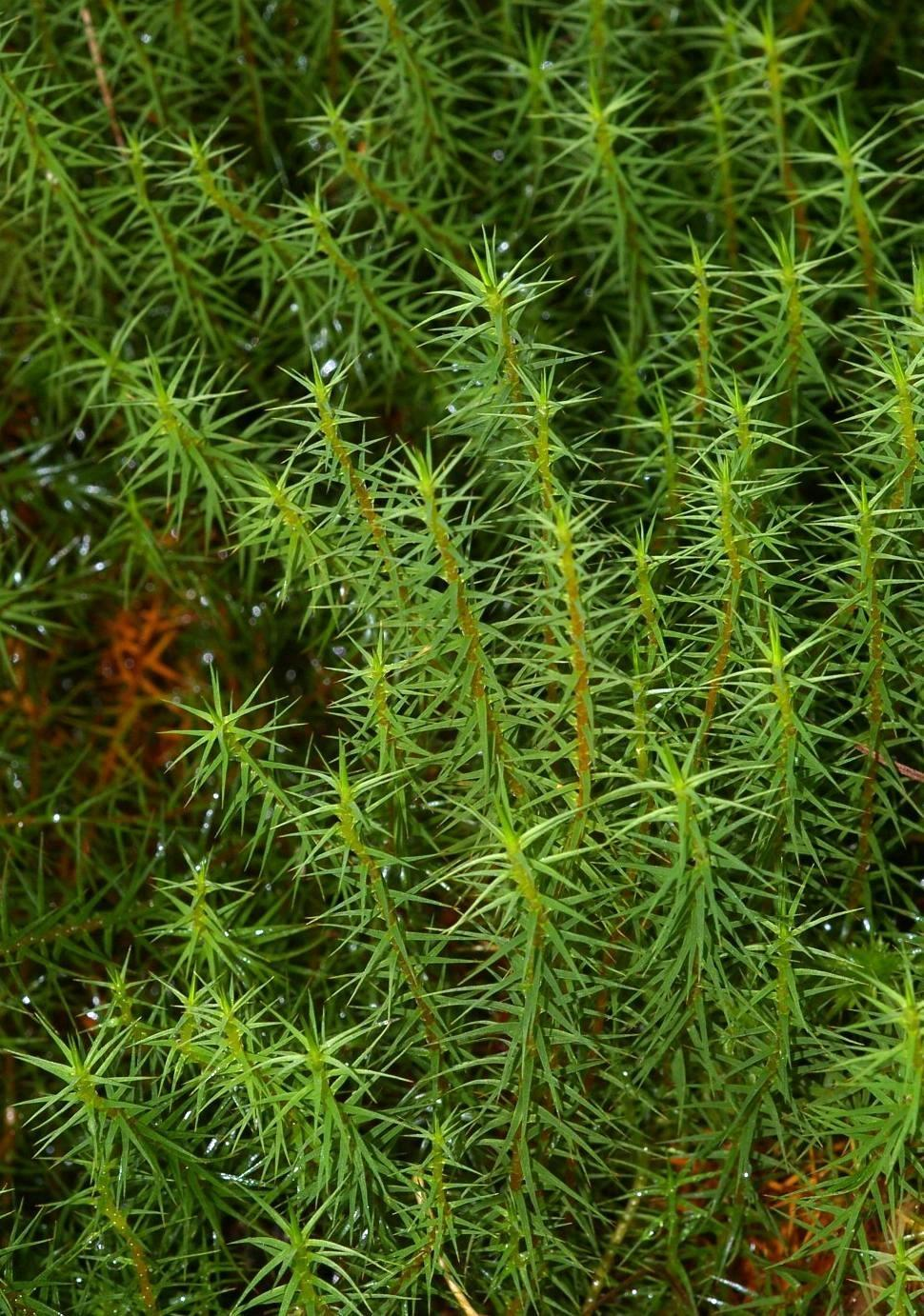
Gewöhnliches Widertonmoos
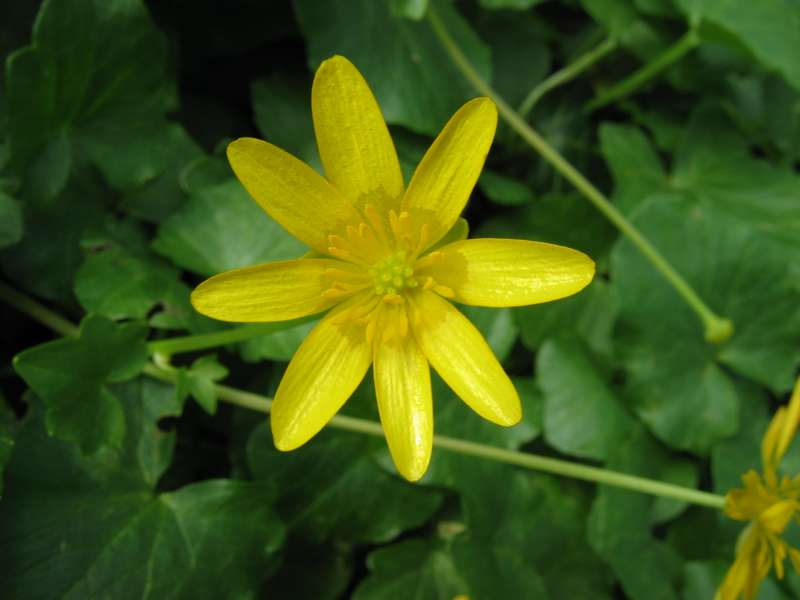
Scharbockskraut
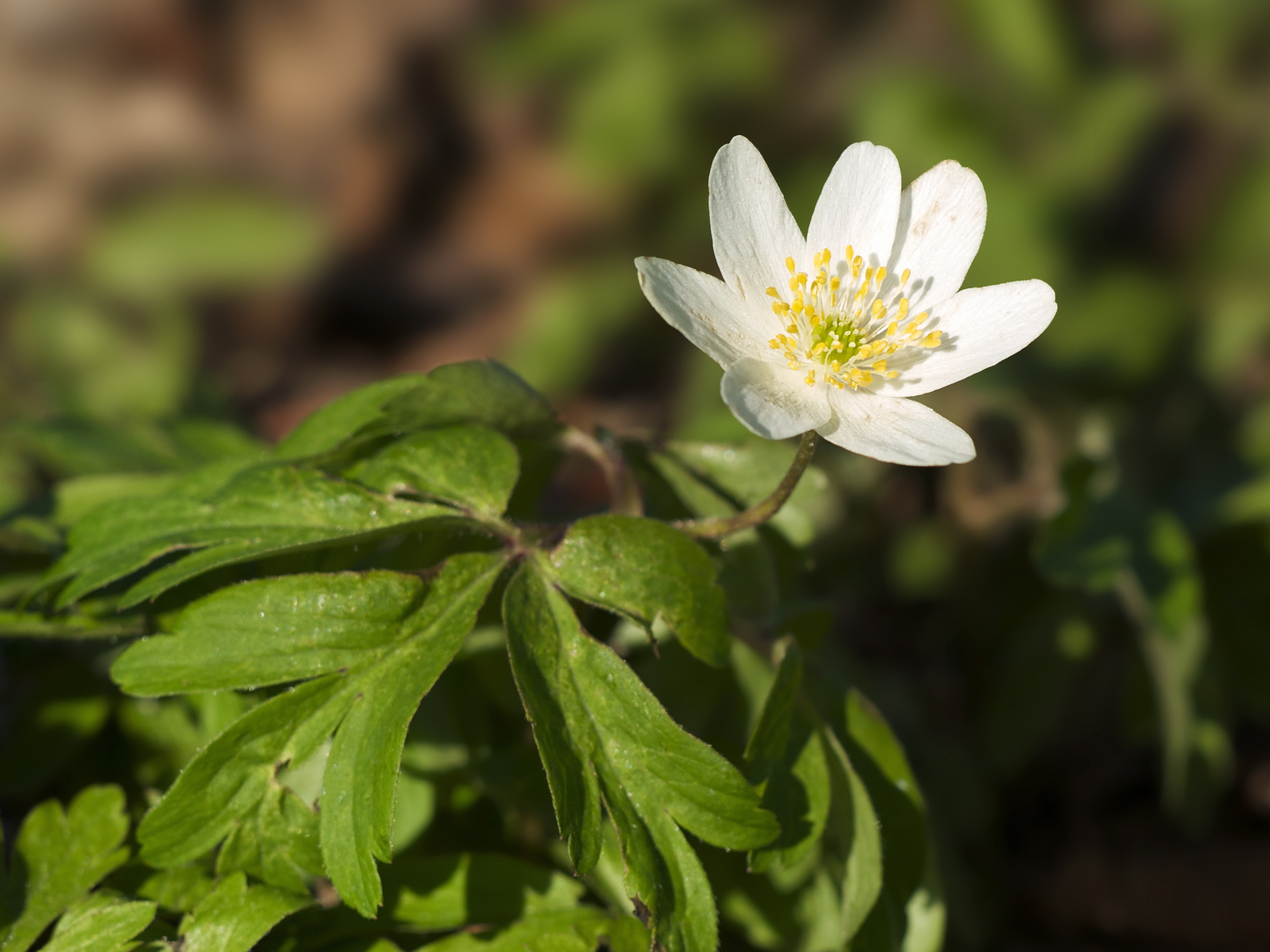
Buschwindröschen

Süßgräser: Wiesen-Lieschgras, Einjähriges Rispengras und Wiesen-Knäuelgras, dann Glatthafer.
Sauergräser: Hirse-Segge, dann Rispen-Segge.
Binsen: Wald-Hainsimse.
Rohrkolbengewächse: Rohrkolben
Schachtelhalmgewächse: Acker-Schachtelhalm
Moose: Gewöhnliches Widertonmoos
Pilze: Fliegenpilz

## Wandern und Mountainbiken am Beuerbacher See
- Routen 4 und 5 der Hünstetter Kulturpfades[7]
- Rund um den Beuerbacher Kopf (auch für Mountainbikes geeignet)[8]
- Rundweg Beuerbacher See – Idstein[9]
- Rundweg Beuerbacher See – Wallrabenstein[10]
- Rundweg Wallbach – Beuerbacher See – Wallrabenstein[11]